# Autoceste u Hrvatskoj
Autoceste u Hrvatskoj čine mrežu autocesta koje, prema Zakona u cestama, „imaju funkciju povezivanja Republike Hrvatske u europski prometni sustav, ostvarivanja kontinuiteta E-ceste (međunarodnim i međudržavnim sporazumima određena kao europska cesta), prometnog povezivanja regija Republike Hrvatske i omogućavanja tranzitnog prometa”.

## Povezivanje Hrvatske i izgradnja autocesta
Izgradnja autocesta u SFRJ počinje početkom 1970-ih izgradnjom dionica Zagreb – Karlovac, Vrhnika – Postojna te urbane autoceste u Beogradu. U vremenu od 1970. – 1979. izgrađeno je 413 km autocesta, od toga u Srbiji 131,1 (u njenom užem dijelu), u Sloveniji 109,9, Vojvodini 65,6, Hrvatskoj 62,9 te u Makedoniji 34 km što je bilo znatno ispod prosjeka ostalih europskih zemalja. U sljedećem desetljeću izgrađeno je 542 km autocesta, a od toga u Hrvatskoj 235,5, užoj Srbiji 128,7, Vojvodini 100,6, Sloveniji 48,6 te Makedoniji 29 km. Iako je tzv. Jadranskom orijentacijom bilo predviđeno povezivanje sjevera i juga Hrvatske, aktivnosti su se svodile na tzv. Transjugoslavensku cestu. Prosjek izgradnje cesta u SFRJ za 20 godina iznosio je 48 km godišnje, a u Hrvatskoj je on bio znatno ispod tog prosjeka, 15 km godišnje. Prva hrvatska autocesta bila je Orehovica – Kikovica (otvorena 1971.)
Ideju o povezivanju Splita i Zagreba autocestom 1961. iznosi akademik Josip Roglić, a ona je predviđala najkraću trasu (kojom su se služili Rimljani), koridorom Une i dolinom Butišnice preko Knina, Bihaća i Pisarovine. Urbanistički zavod kotara Split 1962. upućuje studiju javnosti, a krajem 1965. Skupština kotara Split traži od Sabora SRH službeno priznanje inicijative. Sabor SRH je do 1970. u Društveni plan unio stajalište o pripremi ukupne ekonomsko-prometne i tehničke dokumentacija za početak izgradnje autoceste Zagreb – Pisarovina – Bihać – Knin – Split (Narodne novine 30, str. 170, 6. kolovoza 1966., Društveni plan razvoja SRH za razdoblje 1966. – 1970.). U isto vrijeme, zajedno sa Splitom i Osijek i Rijeka su zatražili pripremu gradnje autocesta Rijeka – Zagreb i Zagreb – Slavonski Brod – Beograd. Sabor SRH 5. ožujka 1971. donosi odluku o »Osnovnoj mreži autocesta« u RH, s navedene tri autoceste: Zagreb – Beograd, Zagreb – Rijeka te Zagreb – Split. Istodobno je donio i »Odluku o parcijalnoj realizaciji« te mreže u dužini od po 100 km na svakoj od triju trasa. Osim državnog financiranja, za autocestu Zagreb – Split bio je raspisan i narodni zajam kojim je bilo predviđeno da svaki građanin uplati po jednu mjesečnu plaću, na rok otplate od 5 godina, a nositelji akcije bili su grad Split i tadašnja Investiciono-komercijalna banka Split. Međutim, političkim igrama, novac od zajma nije utrošen za izgradnju autoceste već za pokrivanje tada nepodmirenih obveza banke. Slomom Hrvatskog proljeća, nova vlada SRH početkom 1972. zaustavlja izgradnju autocesta kao i tunela Učka. Političkom odlukom tadašnji Republički fond za ceste od IKB-a uzima sredstva zajma i gradi cestu I. reda Vrlika – Knin – Strmica. Krajem 1977. opet se aktualiziralo pitanje osuvremenjavanja cestovne mreže, pa je u SRH 1978. opet raspisan zajam za provedbu tog programa. Program je forsirao tzv. zagrebački prsten i autocestu prema Beogradu, uz neznatnu izgradnju prema jugu. Zbog inflacije početkom 1980-ih, sredstva zajma se smanjuju, i investitor izgradnje (Republički SIZ za ceste) značajno smanjuje radove, a prioritet ostaje autocesta prema Beogradu iako su radovi i na njoj bitno smanjeni. Povezivanje Zagreba i Splita autocestom je opet odgođeno.
Prostornim planom SR Hrvatske iz 1988. stvari se počinju donekle mijenjati u korist povezivanja svih dijelova Hrvatske te povezivanja s europskom prometnim pravcima. Na tragu tog dokumenta proglašenjem neovisnosti Hrvatske počinju i pripreme za povezivanje sjevera i juga Hrvatske, međutim, glavna briga cestovnih službi za vrijeme Domovinskog rata bila je osiguravanje alternativnih pravaca za prometnice koje su bile okupirane, a to se posebno odnosilo na povezivanje s jugom Hrvatske. Unatoč tome, radovi nisu prestali. Tako su se u vremenu od 1990. do 2000. gradile ili dovršavale mnoge dionice: tzv. snježna dionica prema Rijeci (Oštrovica – Delnice – Kupjak), dionice prema Krapini, dijelovi Istarskog ipsilona, Maslenički most, te tunel Sveti Rok čija je gradnja počela u vrijeme dok je sjeverni dio bio okupiran. U isto vrijeme raspisuju se i mnogi međunarodni natječaji za financiranje i izgradnju, a ključni dokumenti koji su doneseni u Saboru su Strategija prostornog razvoja Republike Hrvatske (1997.) te Strategija prometnog razvitka Republike Hrvatske (1999.). U relativno kratkom vremenu, izgrađen je ili dovršen najveći dio planirane mreže autocesta, a posebno na glavnim koridorima koji presijecaju Hrvatsku. Krajem 2010-ih radovi se usporavaju, tako da je povezivanje krajnjeg juga, tj. autoceste A1 prema Dubrovniku prolongirano. Unatoč tome, svi veći Hrvatski centri danas su povezani mrežom suvremenih autocesta s prometnom mrežom u okruženju.

## Osnovni podatci[6]
Mreža autocesta i poluautocesta s naplatom iznosi ukupno 1.341,10 km (stanje 31. prosinca 2022.), a njima upravljaju i gospodare tri koncesionara:
- Hrvatske autoceste d.o.o. (1.140,10 km: A1, A3, A4, A5, A6, A7, A10, A11),
- Bina-Istra d.d. (141 km: A8 i A9) te
- Autocesta Zagreb – Macelj d.o.o.(60 km: A2).

Ograničenje brzine na autocestama je 130 km/h.
Od ukupne duljine mreže, 1.305 km je cesta s 2×2 traka, 15,3 km s 2×1 trakom te 20,8 km s 2×3 traka. Broj mostova i vijadukata iznosi 443, ukupne duljine 69,1 km. Duljina zidova za zaštitu od buke je 100,3 km, a izgrađeno je 14 prijelaza za divlje životinje. Na autocestama u Hrvatskoj ukupno je 53 tunela ukupne duljine u oba smjera 93,05 km što iznosi 6,94% ukupne duljine mreže. Dvocijevnih je tunela 48, a jednocijevnih 5.
Od uslužnih objekata, na autocestama u Hrvatskoj je 75 benzinskih postaja, 124 odmorišta, 83 caffe bara, 32 restorana i 8 hotela. Za osobna vozila postoji 7.037 parkirnih mjesta, a za kamione 2.059. Za sigurnost se brine 17 centara za održavanje i kontrolu prometa, 763 dinamičkih informacijskih panela, 2.076 nadzornih kamera i 212 ralica.

## Pregled autocesta
Hrvatske autoceste su označene velikim slovom A i brojčanom oznakom iza slova. Sljedeća tablica prikazuje izgrađene autoceste u Hrvatskoj, njihove dionice i duljine:
| Oznaka                                    | Neformalni naziv                          | Dionica | Duljina (km) |
| ----------------------------------------- | ----------------------------------------- | --- | ------------ |
| A1                                        | Autocesta kralja Tomislava Dalmatina      | Zagreb (čvorište Lučko, A3) – Karlovac – čvorište Bosiljevo 2 (A6) – čvorište Žuta Lokva (A7) – Split – Ploče – Opuzen – Zavala (granica RH/BiH) – Imotica (granica RH/BiH) – Dubrovnik – Osojnik (granica RH/BiH)                       | 558,11       |
| A2                                        | Zagorska autocesta                        | Gornji Macelj (granica RH/Slovenija) – Krapina – Zagreb (čvorište Zagreb zapad, A3) | 61,54        |
| A3                                        | Posavska autocesta                        | Bregana (granica RH/Slovenija) – čvorište Zagreb zapad (A2) – čvorište Lučko (A1) – Zagreb – čvorište Jakuševec (A11) – čvorište Zagreb istok (A4) – Slavonski Brod – čvorište Sredanci (A5) – Lipovac (GP Bajakovo (granica RH/Srbija)) | 306,47       |
| A4                                        | Varaždinska autocesta                     | Goričan (granica RH/Mađarska) – Varaždin – Zagreb (čvorište Zagreb istok, A3) | 97,61        |
| A5                                        | Slavonska autocesta Slavonika             | Branjin Vrh (granica RH/Mađarska) – Beli Manastir – Osijek – Đakovo – čvorište Sredanci (A3) – Svilaj (GP Svilaj (granica RH/BiH)) | 88,67        |
| A6                                        | Primorsko-goranska autocesta Goranka      | Bosiljevo (čvorište Bosiljevo 2, A1) – Delnice – Rijeka (čvorište Orehovica, A7) | 81,48        |
| A7                                        | Kvarnerska autocesta Primorka             | Rupa (granica RH/Slovenija) – čvorište Učka (A8) – čvorište Orehovica (A6) – Šmrika (DC8) – Žuta Lokva (čvorište Žuta Lokva, A1) | 101,30       |
| A8                                        | Istarski ipsilon                          | Kanfanar (čvorište Rovinj, A9) – Pazin – Lupoglav – Matulji (čvorište Učka, A7) | 65,98        |
| A9                                        | Istarski ipsilon                          | Plovanija (čvorište Umag, DC75/DC510) – čvorište Rovinj (A8) – Pula (čvorište Pula, DC66) | 77,23        |
| A10                                       | Neretvanska autocesta                     | Nova Sela (GP Nova Sela (granica RH/BiH)) – čvorište Metković – Mali Prolog (čvorište Ploče, A1) | 8,80         |
| A11                                       | Sisačka autocesta                         | Zagreb (Jakuševec, A3) – Velika Gorica – Sisak | 41,00        |
| Ukupna duljina autocesta / poluautocesta: | Ukupna duljina autocesta / poluautocesta: | Ukupna duljina autocesta / poluautocesta: | 1488,21      |

Napomena: podatci o duljinama dionica preuzeti iz Odluke o razvrstavanju javnih cesta Ministarstva mora, prometa i infrastrukture.

## Sustav naplate
Na autocestama u Republici Hrvatskoj naplata cestarine s vrši na dva načina: otvoreni i zatvoreni sustav naplate. Kod otvorenog sustava naplatna postaja je ujedno izlazna i ulazna, tako da se cestarina naplaćuje odmah. Koristi se na kraćim dionicama autocesta i na mostovima, tunelima i sl. Kod zatvorenog sustava, na ulazu se uzima naplatna kartica koja se na izlazu predaje blagajniku koji na temelju dužine korištenja i kategorije vozila naplaćuje cestarinu. Zatvoreni sustav se koristi na autocestama s više ulaza i izlaza. Postoji i automatizirani elektronički beskontantni sustav naplate (ENC), koji funkcionira uz pomoć uređaja u vozilu. Vozilo opremljeno ENC uređajem se ne zaustavlja na naplatnim postajama već se automatski registrira i propušta na ulazu i izlazu s autoceste. Za takav sustav naplate postoje zasebni trakovi na naplatnim postajama. Osim gotovinskog, kartičnog te plaćanja putem ENC-a, plaćanje cestarine moguće je i pretplatnim karticama (smart card), SMS porukama i putem mrežnog portala.
Za većinu autocesta u Hrvatskoj se plaća cestarina. Na ovim dionicama sljedećih autocesta postoji zatvoreni sustav naplate:
- A1, A6 i A10: Lučko – Karamatići, Bosiljevo – Grobnik i Ploče – Kula Norinska
- A3 i A5: Rugvica – Lipovac i Osijek – Svilaj
- A2: Zaprešić – Macelj
- A4: Sveta Helena – Goričan
- A8 i A9: Tunel Učka – Kanfanar i Umag – Pula
- A11: Velika Gorica – Lekenik

Na ovim dionicama sljedećih autocesta se naplaćuje otvorenim sustavom:
- A3: Granični prijelaz Bregana – Bobovica
- A7: Rupa – Jurdani

## Kategorizacija vozila
Osim prijeđenog puta, drugi parametar za izračun cestarine je kategorija vozila. Ovisno o broju osovina, dimenziji (visini), maksimalno dopuštenoj ukupnoj težini vozila u natovarenom stanju te vrsti vozila, vozila se razvrstavaju u sljedeće kategorije:
| Oznaka | Opis skupine |
| ------ | --- |
| IA     | Motocikli, motorni tricikli i četverocikli |
| I      | Motorna vozila s dvije osovine, visine do 1,90 m |
| II     | a) Motorna vozila s dvije osovine visine iznad 1,90 m, kojima najveća dopuštena masa ne prelazi 3500 kg b) Motorna vozila s dvije osovine, visine ispod 1,90 m, koja vuku priključno vozilo, neovisno o broju osovina i visini priključnog vozila |
| III    | a) Motorna vozila s dvije ili tri osovine, najveće dopuštene mase preko 3500 kg b) Motorna vozila s dvije osovine, najveće dopuštene mase preko 3500 kg, koja vuku priključno vozilo s jednom osovinom c) Motorna vozila iz II a) koja vuku priključno vozilo, neovisno o broju osovina priključnog vozila                                                    |
| IV     | a) Motorna vozila s četiri ili više osovina, najveće dopuštene mase preko 3500 kg b) Motorna vozila s dvije osovine, najveće dopuštene mase preko 3500 kg, koja vuku priključno vozilo s dvije i više osovine c) Motorna vozila s tri osovine, najveće dopuštene mase preko 3500 kg, koja vuku priključno vozilo, neovisno o broju osovina priključnog vozila |

## Odmorišta na autocestama
Ovisno o sadržajima koje pružaju i udaljenosti od dva objekta, postoji više vrsta odmorišta (u službenoj upotrebi oznaka PUO, prateći uslužni objekti) na autocestama u Hrvatskoj:
- tip A – (svakih 80 – 180 km): parkirališne površine, površine za odmor i rekreaciju, WC, pitka voda, sadržaji za invalide,  dječje igralište, benzinska postaja s trgovinom i caffeom, restoran, motel, autoservis, turističko – informativni centar,
- tip B – (svakih 40 – 90 km): parkirališne površine, površine za odmor i rekreaciju, WC, pitka voda, sadržaji za invalide, dječje igralište, benzinska postaja s trgovinom i caffeom, restoran, informacije,
- tip C – (svakih 20 – 45 km): parkirališne površine, površine za odmor i rekreaciju, WC, pitka voda, sadržaji za invalide, dječje igralište, benzinska postaja s trgovinom i caffeom, informacije,
- tip D1 – odmorište: parkirališne površine, površine za odmor i rekreaciju, WC, pitka voda, sadržaji za invalide, dječje igralište, sezonski ugostiteljski objekt, informacije, te
- tip D – odmorište (svakih 10 – 22,5 km): parkirališne površine, površine za odmor i rekreaciju, WC, pitka voda, sadržaji za invalide, dječje igralište.

Na autocestama u Hrvatskoj je 75 benzinskih postaja, 124 odmorišta, 83 caffe bara, 32 restorana i 8 hotela.

## Vanjske poveznice
- Hrvatske Autoceste d.o.o.  Arhivirana inačica izvorne stranice od 8. prosinca 2018. (Wayback Machine)
- Autocesta Rijeka-Zagreb d.d.
- BINA-ISTRA
- Autocesta Zagreb-Macelj d.o.o  Arhivirana inačica izvorne stranice od 21. kolovoza 2007. (Wayback Machine)
- Hrvatska udruga koncesionara za autoceste s naplatom cestarine (HUKA)  Arhivirana inačica izvorne stranice od 22. rujna 2008. (Wayback Machine)
- Hrvatske autoceste (HAC) Hrvatska tehnička enciklopedija, portal hrvatske tehničke baštine. LZMK